# Austrocephalocereus dybowskii
Austrocephalocereus dybowskii là một loài thực vật có hoa trong họ Cactaceae. Loài này được (Gosselin) Backeb. mô tả khoa học đầu tiên năm 1951.